# Bolesław Tatarkiewicz
Bolesław Tatarkiewicz (ur. 10 października 1910 w Aleksandrowie Kujawskim, zm. 23 lutego 1992 w Łodzi) – polski architekt i urbanista, wykładowca.

## Życiorys
Ukończył w 1936 roku Wydział Architektury Politechniki Warszawskiej. W okresie przedwojennym brał udział w konkursach:
- 1936 - III nagroda wraz z Stefanem Jasieńskim w konkursie na projekt szkicowy rozbudowy gmachu Centrali PKO w Warszawie,
- 1937 - nagroda dodatkowa równorzędna z Stefanem Jasieńskim w konkursie na gmach Biblioteki Publicznej im. J. Piłsudskiego w Łodzi,
- 1938 - V nagroda wraz z Stefanem Jasieńskim w konkursie na szkicowy projekt Domu Polonii Zagranicznej im. marszałka J. Piłsudskiego w Warszawie.

Pracował między innymi w Wydziale Budownictwa Zarządu Miejskiego w Zgierzu (lata 1942-1945), Regionalnej Dyrekcji Planowania Przestrzennego w Łodzi (od 1945 roku). Pracował naukowo na Politechnice Łódzkiej w Katedrze Budownictwa Ogólnego. Wykładał również na Państwowej Wyższej Szkole Plastycznej w Łodzi. Pełnił także funkcję kierownika pracowni w biurze Miastoprojekt w Łodzi. Wraz z Czesławem Kaźmierskim zaprojektował osiedle Dąbrowa w Łodzi (1960-1975). Był członkiem Stowarzyszenie Architektów Polskich.
Jego bratem był Świętosław Tatarkiewicz - architekt i urbanista.

## Odznaczenia[1]
- Krzyż Kawalerski Orderu Odrodzenia Polski
- Złoty Krzyż Zasługi
- Złota Odznaka SARP